# 페트로 코롤
페트로 킨드라토비치 코롤(우크라이나어: Петро Кіндратович Король, 1941년 1월 2일 ~ )은 우크라이나의 역도 선수로 소련을 대표하였다.
리비프에서 태어난 그는 1976년 몬트리올 올림픽에서 라이트급 부문의 금메달을 획득하였다. 코롤은 다이나모 스포츠 사회의 일원이었다.